# وایلون جنینگز
وایلون جنینگز (انگلیسی: Waylon Jennings؛ ۱۵ ژوئن ۱۹۳۷ – ۱۳ فوریهٔ ۲۰۰۲) یک موسیقی‌دان اهل ایالات متحده آمریکا بود.